# Donald Buka
Donald Buka (Cleveland, 17 agosto 1920 – Reading, 21 luglio 2009) è stato un attore statunitense.

## Filmografia parziale

### Cinema
- Quando il giorno verrà (Watch on the Rhine), regia di Herman Shumlin (1943)
- La strada senza nome (The Street with No Name), regia di William Keighley (1948)
- Tra mezzanotte e l'alba (Between Midnight and Dawn), regia di Gordon Douglas (1950)
- La vendicatrice (Vendetta), regia di Mel Ferrer (1950)
- La roccia di fuoco (New Mexico), regia di Irving Reis (1951)
- Operazione Eichmann (Operation Eichmann), regia di R.G. Springsteen (1961)
- Elettroshock (Shock Treatment), regia di Denis Sanders (1964)

### Televisione
- Hands of Murder – serie TV (1949-1950)
- Suspense – serie TV (1949-1951)
- Lights Out – serie TV, episodi 3x21-4x20 (1951-1952)
- Conrad Nagel Theater – serie TV (1955)
- The Gray Ghost – serie TV, episodio 1x07 (1957)
- Men of Annapolis – serie TV, episodio 1x39 (1957)
- Lo sceriffo indiano (Law of the Plainsman) – serie TV, episodio 1x07 (1959)
- Lawman – serie TV (1959)
- Tightrope – serie TV, episodio 1x30 (1960)
- June Allyson Show (The DuPont Show with June Allyson) – serie TV, episodio 2x10 (1960)
- Whispering Smith – serie TV, episodio 1x15 (1961)
- Indirizzo permanente (77 Sunset Strip) – serie TV (1959-1961)
- Armstrong Circle Theatre – serie TV (1951-1962)